# Tatarka (dopływ Sony)
Tatarka – struga, prawostronny dopływ Sony o długości 7,09 km i powierzchni dorzecza 23,1 km². Płynie przez Nizinę Północnomazowiecką, w województwie mazowieckim.